# Otocyon
Otocyon megalotis · Chien oreillard, Renard à oreilles de chauve-souris
Pour les articles homonymes, voir Chien (homonymie), Renard (homonymie) et Oreillard (homonymie).
Genre
Espèce
Statut de conservation UICN

 LC  : Préoccupation mineure
L’otocyon (Otocyon megalotis), est un petit mammifère carnivore appartenant à la famille des canidés. Le nom « Otocyon » désigne à la fois l’espèce, mais aussi le genre Otocyon, duquel il est le seul représentant. Il s’agit d’un animal vivant dans les savanes et les prairies plutôt arides et désertiques d’Afrique orientale et australe. Plus communément désigné sous les noms de chien oreillard, renard oreillard ou encore renard à oreilles de chauve-souris, il se caractérise par ses oreilles proéminentes, qui jouent un rôle dans la thermorégulation, ainsi que dans la détection des proies à base d’insectes, qu’il mâche avec une grande rapidité grâce à une dentition adaptée.

## Dénominations
- Nom scientifique valide : Otocyon megalotis (Desmarest, 1822)[1].
- Nom typique en français : Otocyon (UICN)[2] et (RLRQ)[3].

- Noms vulgaires et vernaculaires, couramment utilisés en français : Chien oreillard, Renard oreillard, Renard à oreilles de chauve-souris (de l’anglais Bat-eared Fox)[4].

### Dénominations locales
| Langue        | Nom(s) vernaculaire(s)        | Signification                                                                  |
| ------------- | ----------------------------- | ------------------------------------------------------------------------------ |
| Afrikaans     | Bakoorjakkals, Draaijakkals   | « Chacal à grandes oreilles » ; « chacal tournant » (référence à son agilité). |
| Xhosa         | inchelesi                     |                                                                                |
| Zoulou        | insele                        |                                                                                |
| Swati         | umalalafinyele                | Étymologie incertaine ; possiblement apparenté au mot bushman lenjebi.         |
| Ndebele       | ulinda                        | Aussi utilisé pour désigner le ratel en shona.                                 |
| Tswana        | mmamogwê, matswani, matshwane | mmamogwê : « mère des ratels » ; autres : variantes dialectales.               |
| Sotho du Sud  | sèlè                          |                                                                                |
| Sotho du Nord | magôgwê                       | Variante de mmamogwê                                                           |
| Tsonga        | xidzidzi                      |                                                                                |
| Venda         | tshisele, tshiselele          |                                                                                |
| Shona         | sere, tsere                   | Aussi utilisé pour désigner le ratel.                                          |
| Swahili       | mbwa masikio                  | Littéralement « chien à oreilles ».                                            |

### Étymologie
Le nom Otocyon provient du grec ancien οὖς (ous, « oreille ») et κύων (kyōn, « chien »), tandis que l’épithète spécifique megalotis dérive de μέγας (megas, « grand ») et οὖς (ous, « oreille »). 
Le terme « Oreillard » ne fait en réalité, pas référence à ses oreilles proéminentes, mais bien à sa tête semblable à celle de chauve-souris du genre Plecotus communément appelés « oreillards ».

## Taxonomie et évolution
L’otocyon a d’abord été désigné sous le nom Canis megalotis par Anselme Gaëtan Desmarest en 1822, puis déplacé dans son propre genre par Salomon Müller en 1835. En raison de sa dentition atypique, comprenant jusqu’à 50 dents, le plus grand nombre connu chez un mammifère placentaire terrestre, il a, pendant un temps, été placé dans une sous-famille distincte : les Otocyoninae.

### Phylogénie
L'espèce est génétiquement proche des renards et a été placée comme sœur du clade contenant les genres Nyctereutes et Vulpes. Elle occupe une position basale au sein des canidés.
Des études suggèrent que les chiens viverrins (Nyctereutes) pourraient être les parent le plus proche de l’otocyon.
|  | Otocyon (renard à oreilles de chauve-souris)                                                                       |
|  | |
|  | \| \| Nyctereutes (chiens viverrins) \| \| \| \| \| \| Vulpes (renard roux, renard polaire, fennec...) \| \| \| \| |
|  | |
|  | Nyctereutes (chiens viverrins)                                                                                     |
|  | |
|  | Vulpes (renard roux, renard polaire, fennec...)                                                                    |
|  | |

|  | Nyctereutes (chiens viverrins)                  |
|  |                                                 |
|  | Vulpes (renard roux, renard polaire, fennec...) |
|  |                                                 |

|  | Otocyon (renard à oreilles de chauve-souris)                                                                       |
|  | |
|  | \| \| Nyctereutes (chiens viverrins) \| \| \| \| \| \| Vulpes (renard roux, renard polaire, fennec...) \| \| \| \| |
|  | |
|  | Nyctereutes (chiens viverrins)                                                                                     |
|  | |
|  | Vulpes (renard roux, renard polaire, fennec...)                                                                    |
|  | |

|  | Nyctereutes (chiens viverrins)                  |
|  |                                                 |
|  | Vulpes (renard roux, renard polaire, fennec...) |
|  |                                                 |

|  | \| \| Canini Les "vrais" chiens, comprenant le genre Canis (loup, chien, coyote…) \| \| \| \| |
|  |                                                                                               |
|  | Canini Les "vrais" chiens, comprenant le genre Canis (loup, chien, coyote…)                   |
|  |                                                                                               |

|  | Canini Les "vrais" chiens, comprenant le genre Canis (loup, chien, coyote…) |
|  |                                                                             |

|  | Otocyon (renard à oreilles de chauve-souris)                                                                       |
|  | |
|  | \| \| Nyctereutes (chiens viverrins) \| \| \| \| \| \| Vulpes (renard roux, renard polaire, fennec...) \| \| \| \| |
|  | |
|  | Nyctereutes (chiens viverrins)                                                                                     |
|  | |
|  | Vulpes (renard roux, renard polaire, fennec...)                                                                    |
|  | |

|  | Nyctereutes (chiens viverrins)                  |
|  |                                                 |
|  | Vulpes (renard roux, renard polaire, fennec...) |
|  |                                                 |

|  | Otocyon (renard à oreilles de chauve-souris)                                                                       |
|  | |
|  | \| \| Nyctereutes (chiens viverrins) \| \| \| \| \| \| Vulpes (renard roux, renard polaire, fennec...) \| \| \| \| |
|  | |
|  | Nyctereutes (chiens viverrins)                                                                                     |
|  | |
|  | Vulpes (renard roux, renard polaire, fennec...)                                                                    |
|  | |

|  | Nyctereutes (chiens viverrins)                  |
|  |                                                 |
|  | Vulpes (renard roux, renard polaire, fennec...) |
|  |                                                 |

|  | \| \| Canini Les "vrais" chiens, comprenant le genre Canis (loup, chien, coyote…) \| \| \| \| |
|  |                                                                                               |
|  | Canini Les "vrais" chiens, comprenant le genre Canis (loup, chien, coyote…)                   |
|  |                                                                                               |

|  | Canini Les "vrais" chiens, comprenant le genre Canis (loup, chien, coyote…) |
|  |                                                                             |

|  | Otocyon (renard à oreilles de chauve-souris)                                                                       |
|  | |
|  | \| \| Nyctereutes (chiens viverrins) \| \| \| \| \| \| Vulpes (renard roux, renard polaire, fennec...) \| \| \| \| |
|  | |
|  | Nyctereutes (chiens viverrins)                                                                                     |
|  | |
|  | Vulpes (renard roux, renard polaire, fennec...)                                                                    |
|  | |

|  | Nyctereutes (chiens viverrins)                  |
|  |                                                 |
|  | Vulpes (renard roux, renard polaire, fennec...) |
|  |                                                 |

|  | Otocyon (renard à oreilles de chauve-souris)                                                                       |
|  | |
|  | \| \| Nyctereutes (chiens viverrins) \| \| \| \| \| \| Vulpes (renard roux, renard polaire, fennec...) \| \| \| \| |
|  | |
|  | Nyctereutes (chiens viverrins)                                                                                     |
|  | |
|  | Vulpes (renard roux, renard polaire, fennec...)                                                                    |
|  | |

|  | Nyctereutes (chiens viverrins)                  |
|  |                                                 |
|  | Vulpes (renard roux, renard polaire, fennec...) |
|  |                                                 |

|  | \| \| Canini Les "vrais" chiens, comprenant le genre Canis (loup, chien, coyote…) \| \| \| \| |
|  |                                                                                               |
|  | Canini Les "vrais" chiens, comprenant le genre Canis (loup, chien, coyote…)                   |
|  |                                                                                               |

|  | Canini Les "vrais" chiens, comprenant le genre Canis (loup, chien, coyote…) |
|  |                                                                             |

|  | Otocyon (renard à oreilles de chauve-souris)                                                                       |
|  | |
|  | \| \| Nyctereutes (chiens viverrins) \| \| \| \| \| \| Vulpes (renard roux, renard polaire, fennec...) \| \| \| \| |
|  | |
|  | Nyctereutes (chiens viverrins)                                                                                     |
|  | |
|  | Vulpes (renard roux, renard polaire, fennec...)                                                                    |
|  | |

|  | Nyctereutes (chiens viverrins)                  |
|  |                                                 |
|  | Vulpes (renard roux, renard polaire, fennec...) |
|  |                                                 |

|  | Otocyon (renard à oreilles de chauve-souris)                                                                       |
|  | |
|  | \| \| Nyctereutes (chiens viverrins) \| \| \| \| \| \| Vulpes (renard roux, renard polaire, fennec...) \| \| \| \| |
|  | |
|  | Nyctereutes (chiens viverrins)                                                                                     |
|  | |
|  | Vulpes (renard roux, renard polaire, fennec...)                                                                    |
|  | |

|  | Nyctereutes (chiens viverrins)                  |
|  |                                                 |
|  | Vulpes (renard roux, renard polaire, fennec...) |
|  |                                                 |

|  | \| \| Canini Les "vrais" chiens, comprenant le genre Canis (loup, chien, coyote…) \| \| \| \| |
|  |                                                                                               |
|  | Canini Les "vrais" chiens, comprenant le genre Canis (loup, chien, coyote…)                   |
|  |                                                                                               |

|  | Canini Les "vrais" chiens, comprenant le genre Canis (loup, chien, coyote…) |
|  |                                                                             |

### Sous-espèces
| Image | Sous-espèce                                                                | Répartition |
| ----- | -------------------------------------------------------------------------- | ----------- |
|       | Otocyon d’Afrique australe (Otocyon megalotis megalotis) (Desmarest, 1822) |             |
|       | Otocyon d’Afrique orientale (Otocyon megalotis virgatus) (Cabrera, 1910)   |             |

En plus des deux sous-espèces reconnues, certains auteurs identifient une troisième sous-espèce vivant en Éthiopie, désignée sous le nom de O. m. canescens Cabrera, 1910.

### Registre fossile
Le genre Otocyon est peu représenté dans le registre fossile. Il pourrait former un clade avec l’espèce éteinte Prototocyon. Des fossiles attribués à une ancienne forme O. recki ont été retrouvés dans les gorges d’Olduvai en Tanzanie, datés du Pléistocène inférieur, mais sont désormais attribués à Prototocyon.

## Description

### Physionomie

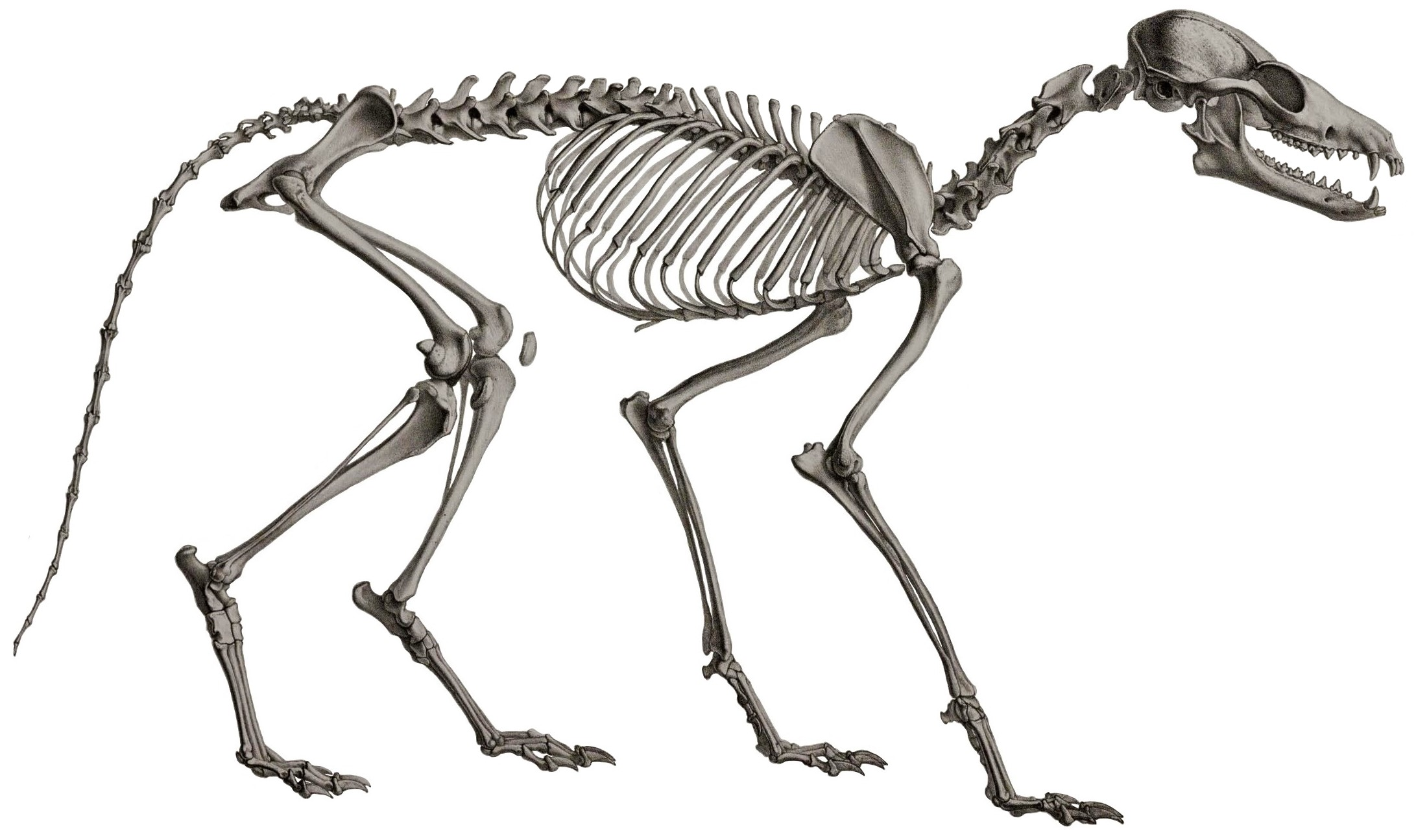
Un squelette d’Otocyon.

L’otocyon est un canidé de petite à moyenne taille, dont la longueur corporelle varie de 46 à 66 cm, à laquelle s’ajoute une queue touffue de 23 à 34 cm. La hauteur au garrot est comprise entre 30 à 40 cm, pour un poids allant de 3 à 5,3 kg. L’espèce se distingue par ses membres graciles, sa silhouette élancée et surtout ses oreilles longues de 11 à 13 cm, qui jouent un rôle essentiel dans la détection des insectes souterrains et la thermorégulation. 
Les membres antérieurs portent cinq doigts, dont le premier ne touche pas le sol. Les griffes peuvent mesurer jusqu’à 2 cm de longueur. Les membres postérieurs ont quatre doigts et des griffes plus courtes, entre 7 et 10 mm.
La tête est allongée, dotée d’un museau fin et pointu, d’un large front, et d’un bourrelet sus-orbitaire bien marqué, visible sous forme d’arêtes crâniennes au-dessus des yeux. L’absence de dimorphisme sexuel marqué distingue la sous-espèce orientale O. m. virgatus de la sous-espèce sud-africaine O. m. megalotis, dont les femelles sont légèrement plus grandes que les mâles.
Dans certaines parties de son aire de répartition, l’otocyon peut être confondu avec le renard du Cap, qui possède toutefois des oreilles plus petites et une queue plus touffue.

### Pelage

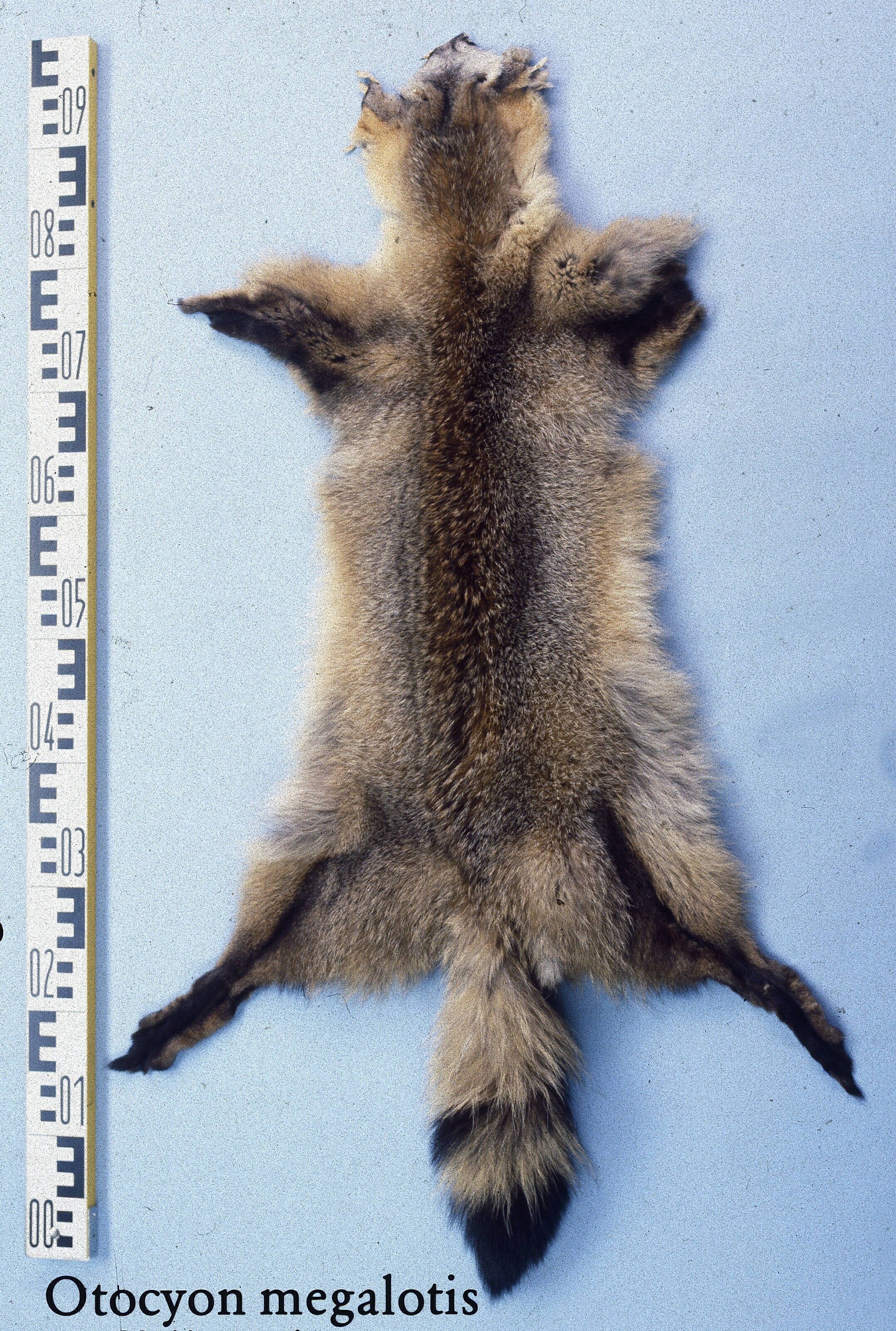
Pelage de l’otocyon

Le pelage de l’otocyon est dense, doux et fourni, avec une mue saisonnière prononcée. Il varie selon la sous-espèce :
- Chez 'O. m. megalotis', le pelage est globalement gris-brun à gris cendré. Le dessous du corps, la gorge et les flancs sont plus clairs, souvent blanchâtres. Le masque facial est noir sous les yeux, plus pâle au-dessus, et la raie longitudinale noire sur le dessus de la queue est bien marquée.
- Chez 'O. m. virgatus', la teinte générale tend davantage vers le fauve clair ou le sable, avec des nuances brun foncé plutôt que noir sur les pattes et la queue. Le dessous du corps est d’un fauve plus vif, tirant parfois vers le roux, notamment sur la gorge. L’ensemble donne à cette sous-espèce une apparence plus lumineuse et plus chaude que sa cousine du sud.

Dans les deux cas, les oreilles sont blanches à l’intérieur, noires à l’extérieur, et la face porte un masque sombre rappelant celui du raton laveur ou du chien viverrin, souligné par une ligne foncée courant le long du museau. Les pattes inférieures sont également noires. Le sous-poil est gris avec des pointes blanches et mesure environ 3 cm, tandis que les poils de garde, noirs à pointes blanches, atteignent une longueur d’environ 5,5 cm.Une raie noire dorsale peut parfois être visible chez certains individus.

### Dentition
L’otocyon possède le plus grand nombre de dents de tous les canidés, et même de tous les mammifères placentaires à denture hétérodonte, avec un total de 46 à 50 dents. Cette particularité est liée à son régime insectivore spécialisé. La formule dentaire comprend notamment trois molaires supérieures et quatre molaires inférieures, de forme très émoussée. Ces dents sont inadaptées à la prédation de proies charnues, mais extrêmement efficaces pour la mastication rapide d’insectes à cuticule dure.
La mâchoire inférieure présente une morphologie adaptée à des mouvements rapides d’ouverture et de fermeture, favorisant la prise et la mastication d’insectes. Le muscle digastrique est particulièrement développé, optimisant l’action des muscles masticateurs.
La sous-espèce O. m. virgatus se distingue également par une denture légèrement réduite, avec des dents plus petites et une bulle auditive moins hypertrophiée, ce qui reflète de subtiles différences écologiques et comportementales par rapport à O. m. megalotis.

## Écologie

### Distribution et habitat

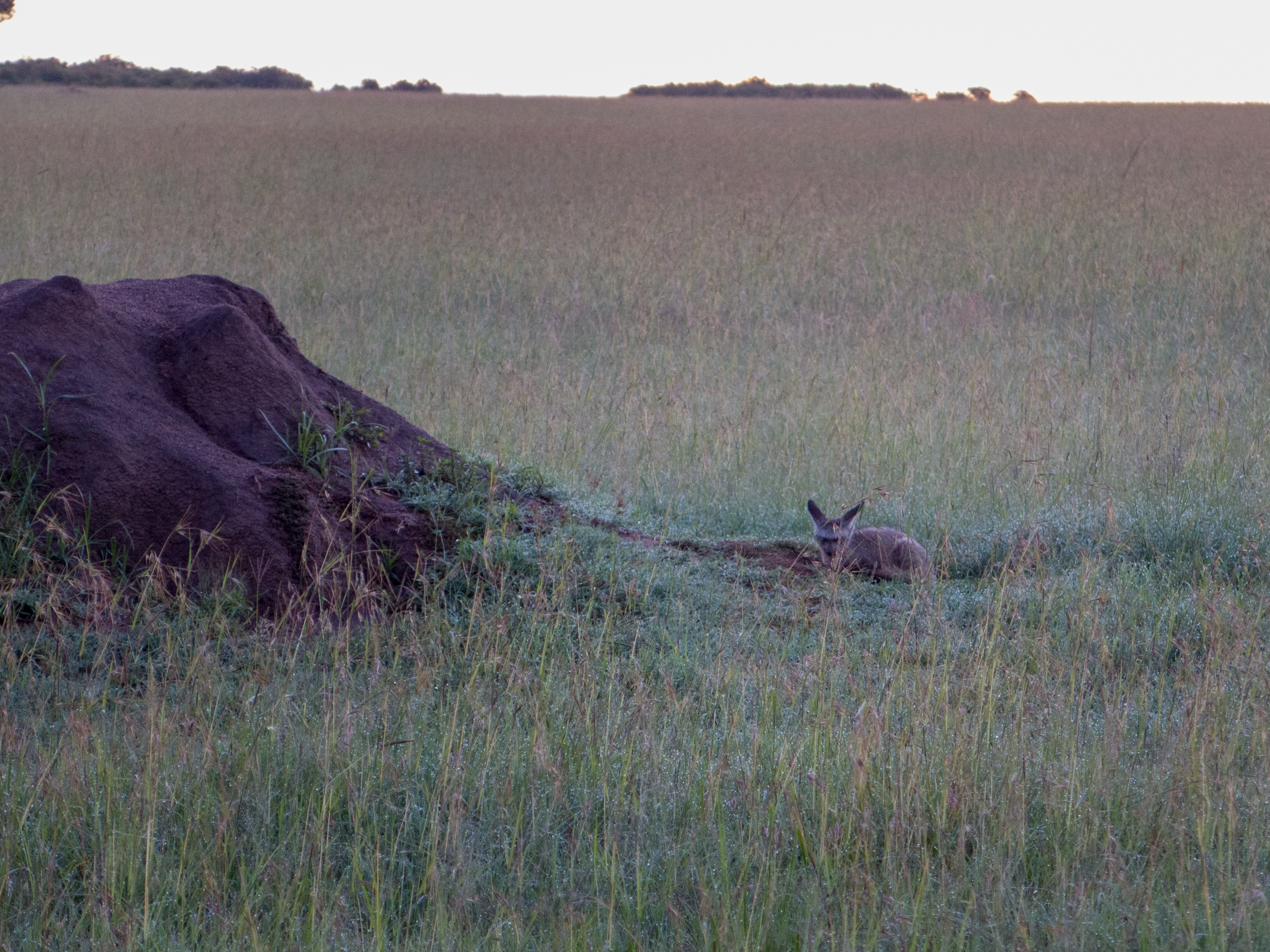
Aux abords du terrier, dans la savane au Kenya.

L’espèce présente une distribution discontinue, séparée par plus de 1 000 km entre les populations d’Afrique australe (O. m. megalotis) et celles d’Afrique de l’Est (O. m. virgatus). 
O. m. megalotis est présent en Angola, Namibie, Botswana, Mozambique, Afrique du Sud et Zimbabwe, tandis que O. m. virgatus se rencontre du Soudan du Sud et de l’Éthiopie jusqu’à l’ouest de la Tanzanie, en passant par la Somalie, le Kenya et l’Ouganda.
Les deux sous-espèces fréquentent des habitats similaires : savanes ouvertes, plaines herbeuses à végétation clairsemée, zones arbustives semi-arides, pâturages, et terres sableuses dominées par les acacias ou les buissons de type fynbos, Les otocyons évitent les milieux boisés trop denses, préférant les prairies courtes où l’espacement des plantes favorise la recherche d’insectes.
Ils creusent leurs propres terriers ou réutilisent ceux d’autres espèces comme l’oryctérope, parfois remaniés et élargis. Ces systèmes souterrains complexes possèdent plusieurs chambres et sorties. Une même famille peut occuper plusieurs terriers répartis dans son domaine vital.

### Activités

#### Habitudes
Le rythme d’activité dépend fortement de la région et des conditions climatiques. En Afrique du Sud, l’otocyon est principalement nocturne en été, mais devient partiellement diurne en hiver lorsque l’activité des insectes change. À l’inverse, dans le Parc national du Serengeti, l’activité est nocturne à plus de 85 %. Les individus évitent la chaleur diurne pour limiter la perte d’eau. Ils se reposent en journée dans leurs terriers, sous les buissons, ou à découvert lorsqu’ils ne sont pas dérangés.

#### Alimentation
L’otocyon a un régime alimentaire omnivores, mais à forte tendance insectivore spécialisé : les termites (Hodotermes mossambicus et Microhodotermes) représentent l’essentiel de son alimentation, pouvant constituer jusqu’à 90 % de son régime. Les bousiers, fourmis, criquets et autres insectes complètent ce régime, ainsi que, de façon opportuniste, de petits rongeurs, œufs d’oiseaux, fruits ou champignons. Ses dents petites et nombreuses, associées à une mâchoire adaptée, permettent une mastication rapide. Il localise ses proies grâce à ses grandes oreilles, capables de percevoir les bruits souterrains des larves ou des termites en train de ronger l’herbe ou de manipuler leur pelote fécale. Il suit parfois les troupeaux de zèbres, gnous ou buffles, se nourrissant des insectes attirés par leurs excréments. Il chasse en général seul, mais peut former de petits groupes lorsque les insectes abondent, rendant la chasse plus fructueuse. L’otocyon tire presque toute l’eau dont il a besoin des fluides des insectes qu’il ingère.

#### Socialisation

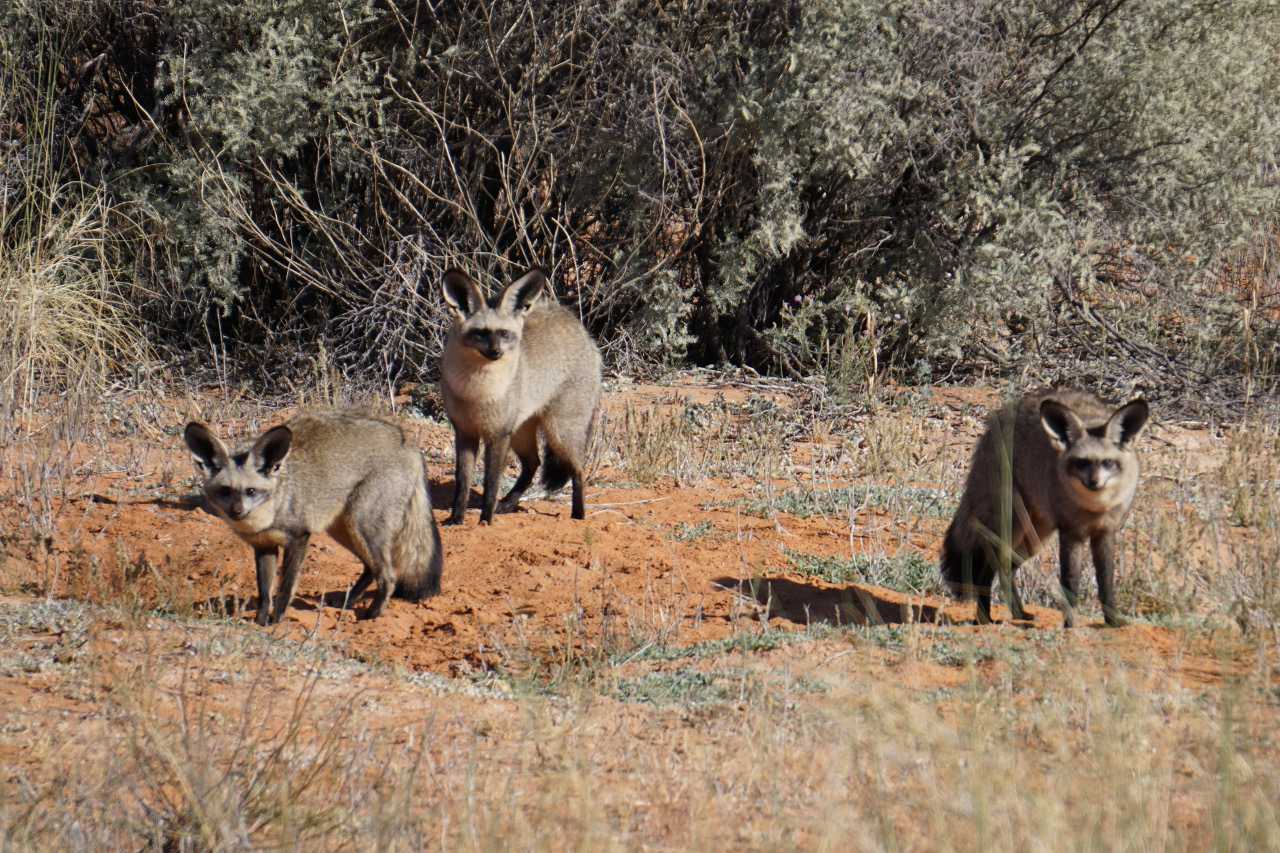
Groupe de trois otocyon.

L’otocyon vit en groupes familiaux, généralement composés d’un couple monogame et de sa progéniture, bien que O. m. virgatus montre parfois une structure plus coopérative, avec des femelles apparentées partageant le terrier et allaitant mutuellement leurs petits.
En Afrique australe, les groupes comptent de 1 à 12 individus, les territoires se chevauchent largement (2 à 8 km2), et le marquage territorial est modéré, se limitant à quelques jets d’urine. Dans le Serengeti, en revanche, les groupes sont plus strictement territoriaux, défendant activement leur espace.
La communication est principalement visuelle (postures corporelles, queue en U inversé, mouvements d’oreilles). Les vocalisations sont rares : grognements en cas d’alerte, glapissements chez les jeunes, aboiements brefs et puissants en cas de danger.

#### Reproduction

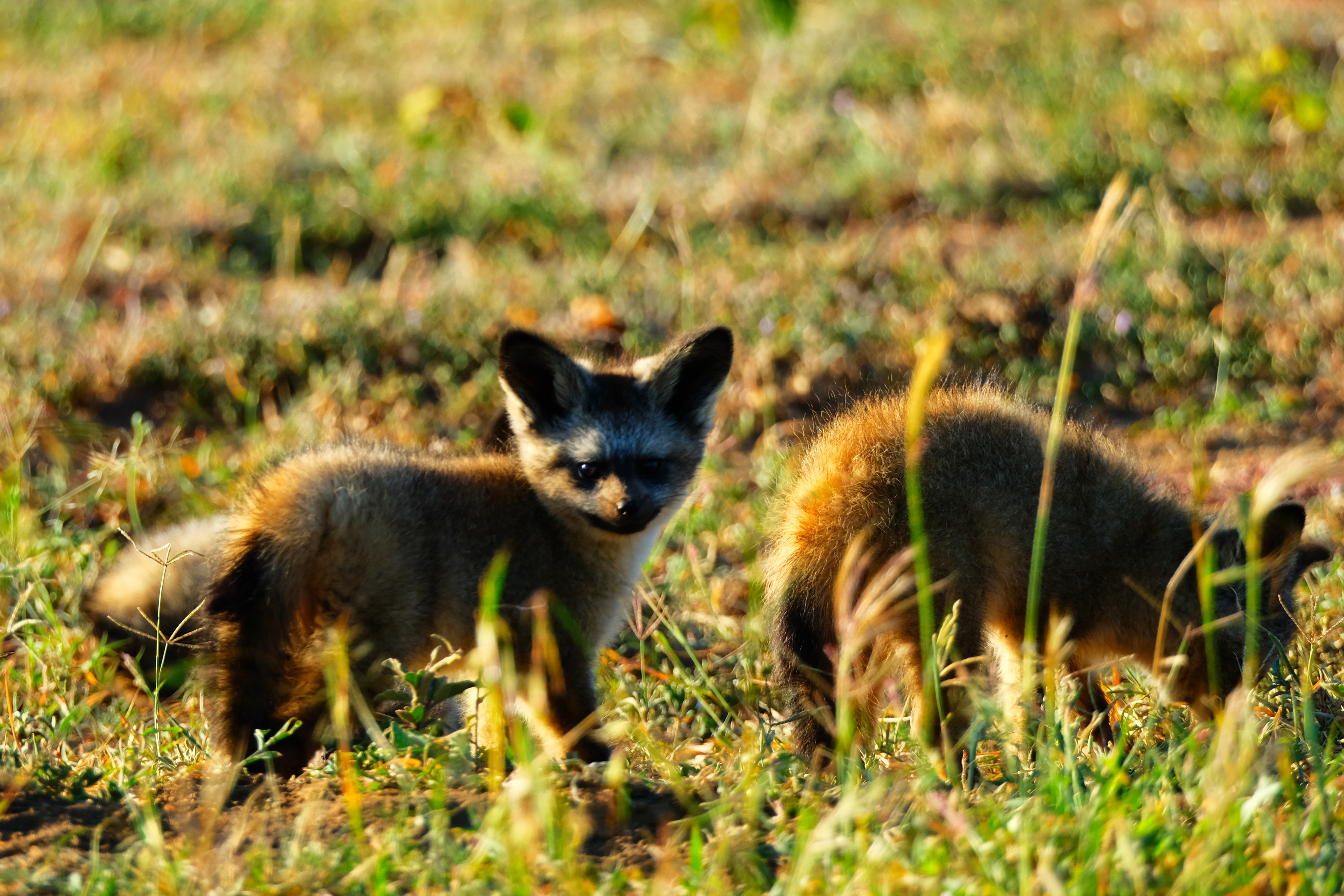
Otocyons juvéniles.

La reproduction varie légèrement selon la latitude : en Afrique australe, elle a lieu entre juillet et novembre ; en Afrique de l’Est, entre juin et juillet, les naissances coïncidant avec le début de la saison des pluies. La gestation dure de 60 à 75 jours, avec des portées de 2 à 6 petits. Les nouveau-nés pèsent environ 122 g. Ils ouvrent les yeux vers le neuvième jour, sortent du terrier à 2-3 semaines, sont sevrés à environ 15 semaines, et atteignent leur taille adulte à 5-6 mois. Chez cette espèce monogame, le mâle assume la majorité des soins parentaux post-sevrage : protection, jeux, toilettage et éducation. La femelle, après l’allaitement, cesse de nourrir les petits, qui apprennent à chasser seuls.
Les jeunes développent rapidement des réflexes d’évitement. Leur fuite est rapide, en zigzag, avec la queue leur servant de gouvernail.

#### Prédateurs et mortalité
L’otocyon possède de très nombreux prédateurs : d’abord les chacals, notamment le chacal à chabraque. Différentes espèces de félins, le lion, le léopard, le guépard et le caracal. Les différentes espèces de hyènes, notamment la hyène tachetée et la hyène brune. Il peut également être pris pour cible par des python ou encore de grands oiseaux comme l’aigle ravisseur ou l’aigle martial. 
Les adultes évitent les prédateurs en fuyant rapidement vers les terriers. Dans un cas documenté, une meute de lycaons a même développé une spécialisation pour la chasse à l’otocyon.
Les otocyons peuvent être touchés par plusieurs maladies, notamment la rage, la maladie de Carré et la parvovirose. Les épidémies de rage sont particulièrement destructrices et représentent la principale cause de mortalité dans certaines régions comme la Serengeti.
La longévité atteint 9 à 13 ans en milieu naturel, jusqu’à 14 ans en captivité.

## Relations avec l’homme

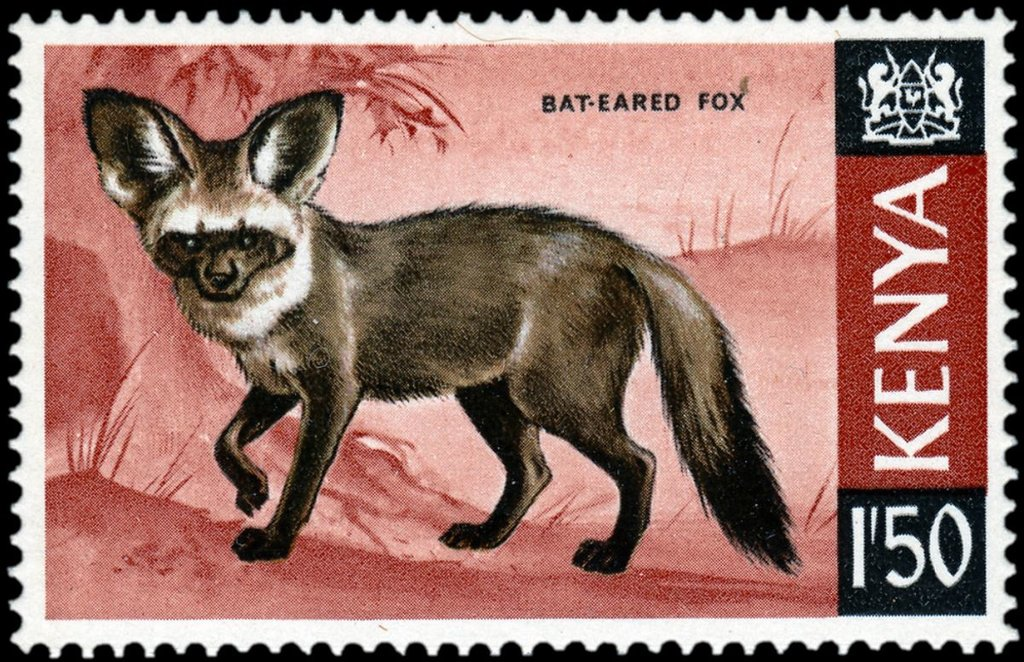
Timbre du Kenya datant de 1969.

Dans de nombreuses régions de son aire de répartition, l’otocyon est apprécié comme prédateur de termites et considéré comme utile. 
L’espèce n’est pas directement menacée mais peut faire l’objet de chasse de subsistance par les populations locales ou être tuée par les éleveurs de bétail. Ces malentendus surviennent lorsque les otocyons consomment les larves présentes sur des carcasses ovines.
Au Botswana, certaines populations chassent encore l’otocyon pour sa fourrure.
L’espèce n’est pas considérée comme menacée et est même commune à l’échelle locale. Les fluctuations de population observées sont liées à des facteurs climatiques, à l’abondance de termites et à la prévalence de la rage. L’otocyon devient plus rare dans les régions d’Afrique du Sud intensément cultivées. Dans la Serengeti, la densité de population est estimée entre 0,3 et 1 individu par km2.
En Afrique du Sud, des otocyons sont parfois gardés comme animaux de compagnie. On peut également les observer dans certains parcs zoologiques  internationaux. Leur élevage est facilité par leur capacité à s’adapter à une alimentation exclusive à base de fruits, en dépit de leur régime naturel insectivore.